# Vince Cazzetta
Vincent C. Cazzetta, detto Vince (New Britain, 24 settembre 1925 – Hartford, 4 maggio 2005), è stato un allenatore di pallacanestro statunitense, professionista nella ABA.

## Statistiche

### Allenatore

#### ABA
| * | Record |

| Stagione | Squadra           | Regular Season | Regular Season | Regular Season | Regular Season | Regular Season            | Post Season  |
| Stagione | Squadra           | V              | P              | % V            | G              | Posizione finale          | Post Season  |
| -------- | ----------------- | -------------- | -------------- | -------------- | -------------- | ------------------------- | ------------ |
| 1967-68  | Pittsburgh Pipers | 54             | 24             | 69,2           | 78             | 1º nella Eastern Division | Campione ABA |
|          | Carriera ABA      | 54             | 24             | 69,2*          | 78             |                           |              |

## Palmarès
- Campionato ABA: 1

Pittsburgh Pipers: 1968
- ABA Coach of the Year Award (1968)